# Gillebride, 1. Earl of Angus
Gillebride, 1. Earl of Angus (auch Ghillebrite oder Gillebrigte, englisch Gilbert, * vor 1130; † zwischen 1187 und 1189), war ein schottischer Adliger.

## Leben
Das Earldom Angus wird erst gegen Ende der Herrschaft von König David I. erwähnt. Die frühesten Mormaers von Angus entstammten dem Clan Ogilvy.
Auch wenn Gillebrides Vater Gilchrist, der am 22. August 1138 in der Standartenschlacht mitkämpfte, gelegentlich als „Earl“ bezeichnet wird, war Gillebride der Erste, der den Titel des Earl of Angus offiziell führte. Erstmals erwähnt wird Gillebride auf einer Urkunde, die auf 1150 bis 1153 datiert wird. Dort bezeugte er als „Ghillebrite, Earl of Angus“ eine königliche Urkunde für David I. 1164 bezeugte er für König Malcolm IV. die Urkunde, mit der das Kloster von Scone zur Abtei erhoben wurde. 
Er war sowohl politisch als auch militärisch aktiv. In den Kriegen, die Wilhelm I. gegen England führte, trat er immer wieder als einer der Befehlshaber auf; bei der Einnahme von Warkworth im Jahr 1174 wurde er als Heerführer bezeichnet. Nachdem Wilhelm im gleichen Jahr von den Engländern gefangen genommen wurde und im Vertrag von Falaise auf die schottische Souveränität verzichten musste, war Gillebride eine der schottischen Geiseln, die sich als Garanten für die Einhaltung dieses Vertrages in englische Obhut begaben. Um 1187 schenkte er dem von König Wilhelm I. gegründeten Kloster Arbroath die Rechte an vier Kirchen in Angus.

## Ehen und Nachkommen
Gillebride war zweimal verheiratet, die Namen seiner Ehefrauen sind jedoch nicht überliefert. Aus diesen Ehen stammten mindestens fünf Söhne:
- Adam, 2. Earl of Angus
- Gille Críst, 3. Earl of Angus
- Gilbert, bekam zwischen 1172 und 1177 von Wilhelm I. die Ländereien von Powrie, Ogilvie und Kilmundie übereignet. Er gilt als der Stammvater des Familie „Ogilvie of that Ilk“.
- William, zusammen mit Adam im Jahr 1178 Zeuge einer Beurkundung
- Angus, zwischen 1170 und 1190 verschiedentlich erwähnt

Magnus of Angus († 1239), ab 1236 Jarl von Orkney und Mormaer von Caithness, war entweder sein Sohn, oder ein Sohn von Gille Chríst und somit sein Enkel.
Da König David I. Angus vermutlich als erbliches Lehen geschaffen hatte, wurde sein Sohn Adam sein Erbe.